# Caprella gracilior
Caprella gracilior är en kräftdjursart som beskrevs av Mayer 1903. Caprella gracilior ingår i släktet Caprella och familjen Caprellidae. Inga underarter finns listade i Catalogue of Life.